# Reichenau im Mühlkreis
Reichenau im Mühlkreis est une commune autrichienne du district d'Urfahr-Umgebung en Haute-Autriche.